# Четвёртая волна русской фантастики
Четвёртая волна́ ру́сской фанта́стики — ряд русских писателей-фантастов, которые начали писать в 1960—1980-е годы, но многие из них не могли пробиться к читателям десятилетиями. Центры формирования четвёртой волны — получившие большую известность семинары в Ленинграде (семинар Бориса Стругацкого), Москве, Малеевке, Дубултах, Симферополе. Понятие «четвёртая волна» у́же понятия «четвёртое поколение» — иными словами, лишь часть работавших в то время фантастов может быть причислена к четвёртой волне. Представители четвёртой волны — это в первую очередь члены перечисленных семинаров, ставших «колыбелью» для целого ряда прозаиков.
Среди представителей четвёртой волны — Святослав Логинов, Вячеслав Рыбаков, Андрей Столяров, Андрей Лазарчук, Любовь и Евгений Лукины, Борис Штерн, Михаил Успенский, Даниил Клугер, Эдуард Геворкян, Далия Трускиновская, Владимир Покровский, Виталий Бабенко, Александр Бачило, Дмитрий Биленкин, Юрий Брайдер и Николай Чадович, Александр Бушков, Михаил Веллер, Людмила Козинец, Алан Кубатиев, Антон Молчанов:56, Андрей Саломатов, Андрей Измайлов, Лев Вершинин и другие. Иногда к представителям четвёртой волны также причисляют Геннадия Прашкевича, Андрея Балабуху, Василия Головачёва.

## Происхождение термина
Три поколения авторов советской фантастики предложил выделять литературовед и критик А. Ф. Бритиков в опубликованной в 1970 году монографии «Русский советский научно-фантастический роман». Позднее появился термин «четвёртая волна», авторство этого термина принадлежит братьям Стругацким.

## Центры формирования четвёртой волны и её представители
На литературных семинарах молодые фантасты занимались обсуждением своих произведений, обменивались рукописями и обучались писательскому мастерству. С марта 1974 года Борис Стругацкий возглавлял семинар молодых писателей-фантастов при ленинградском отделении Союза писателей СССР, руководителем семинара он был до самой своей кончины в 2012 году. Семинар Бориса Стругацкого посещали Вячеслав Рыбаков, Святослав Логинов, Андрей Измайлов, Михаил Веллер, Андрей Столяров, Николай Романецкий, Александр Тюрин, Александр Щёголев и другие. Порой рукописи тех или иных представителей четвёртой волны обсуждались в их отсутствие — например, тексты киевлянина Бориса Штерна, волгоградцев Любови и Евгения Лукиных, красноярца Андрея Лазарчука. По итогам обсуждений произведений молодых фантастов удалось добиться публикации двух сборников — «Синей дороги» (1984) и «Дня свершений» (1988), также удалось опубликовать несколько подборок в журналах, включая ленинградский журнал «Аврора» и свердловский «Уральский следопыт».
Иначе была организована работа московского семинара молодых фантастов, возникшего примерно тогда же, когда и ленинградский. Этим семинаром руководили именитые представители старшего поколения фантастов — Евгений Войскунский, Дмитрий Биленкин и Георгий Гуревич; иногда семинар посещал Аркадий Стругацкий. Но для московской литературной молодёжи: Виталия Бабенко, Владимира Покровского, Александра Силецкого, Эдуарда Геворкяна, Бориса Руденко — характерно было в гораздо меньшей мере желание сплотиться вокруг «живых классиков», чем собственные издательские и организаторские амбиции. Многие из молодых фантастов Москвы уже имели опыт работы в редакциях, их статьи и очерки публиковались в научно-популярных журналах, нередко эти писатели занимались и литературными переводами. Однако публикациям препятствовали инертность и конформизм издательской машины — в результате писателям оставалось обсуждать рукописи и, насколько возможно, пристраивать их в сборники и периодику. В частности, благодаря Эдуарду Геворкяну удалось добиться своих первых публикаций Виктору Пелевину — вначале в журнале «Наука и религия», затем в «Знании — силе» и «Химии и жизни».
«Малеевкой» называли ежегодный Всесоюзный семинар молодых писателей-фантастов, который был создан в 1982 году в доме творчества писателей имени Серафимовича в подмосковной Малеевке советом по приключенческой и научно-фантастической литературе Союза писателей СССР и Союза писателей РСФСР по инициативе Нины Берковой, Евгения Войскунского и Дмитрия Биленкина. Позднее семинар был перемещён в Дубулты, но название «Малеевка» сохранилось и стало очень популярным. «Малеевка» дала трибуну не только молодым московским и ленинградским авторам, но и молодым фантастам из регионов СССР — Андрею Лазарчуку, Михаилу Успенскому и Леониду Кудрявцеву из Красноярска, Евгению Филенко из Перми, Далии Трускиновской из Риги, Николаю Чадовичу и Юрию Брайдеру из Минска, Александру Бачило из Новосибирска, Любови и Евгению Лукиным из Волгограда, Борису Штерну из Киева и многим другим.

## Литературные особенности
Произведения большинства авторов этой волны находились под очень значительным влиянием Стругацких — как тематическим, идейным, так и стилистическим. Представители четвёртой волны придерживались взгляда на фантастику как на просто качественную литературу, которая не должна находиться в гетто и не обязана издаваться в сериях «Для детей и юношества». Преобладала социальная фантастика, во второй половине 1980-х годов в творчестве представителей четвёртой волны отличавшаяся от литературы основного потока намного меньше, чем фантастика два десятка лет назад. Арсенал художественных средств писателей этой волны мало отличался от художественных средств писателей мейнстрима.
Планируя вторжение с помощью арсенала фантастических идей и приёмов на территорию мейнстрима, писатели четвёртой волны практически исключили из своих текстов описания и упоминания научных открытий и технических изобретений. Проза представителей четвёртой волны философична, интеллектуальна, рассчитана на умного, хорошо образованного читателя, содержит множество литературных аллюзий, апеллирует к «узнаванию» читателем в авторе себе подобного.
Лучшая фантастика представителей четвёртой волны отличалась большей изобретательностью, была психологически более тонкой и выверенной стилистически по сравнению с текстами большинства официально одобренных фантастов 1970-х годов. Характерна особая требовательность писателей к художественной, стилистической составляющей их произведений, подчёркнутое внимание к психологии персонажей. В центре внимания писателей четвёртой волны — человек, его психология и поведение в необычных обстоятельствах, взаимодействие человека и общества. Однако при этом писатели четвёртой волны не стремились прямо и подробно показывать «диалектику души» (кроме, возможно, одного только Вячеслава Рыбакова) — психология персонажей раскрывалась чаще всего через слова и поступки персонажей, через внешние проявления: особенно примечательно в этом смысле творчество Андрея Лазарчука (роман «Мост Ватерлоо» и ряд рассказов) и Андрея Столярова (подавляющее большинство его ранних рассказов и повестей). Даже при повествовании от первого лица персонаж-рассказчик описывал свои слова, действия, порой мысли, но почти никогда прямо не описывал эмоции. Во многом здесь сказалось влияние Хемингуэя и Ремарка — классиков литературы XX века, ещё с 1950—1960-х годов оказавших огромное воздействие на советских интеллигентов. Важную роль в формировании этого стиля сыграли также братья Стругацкие — и через них, опосредованно, опять-таки Хемингуэй. Из числа западных фантастов оказали влияние Шекли, Азимов, Саймак.
Трудности с публикацией, особенно произведений крупной формы, были причиной того, что писатели четвёртой волны создали ряд очень сильных текстов в малом и среднем жанре. Это поколение писателей научилось концентрировать на небольшом пространстве — пространстве рассказа и повести — мощные пласты философии и психологии. Те же трудности приводили к вынужденной краткости, к отказу от риторических красот, к прагматичной функциональности (в тексте присутствовало лишь самое необходимое, то, без чего нельзя обойтись), в конечном счёте — к особому стилю, ёмкому, сухому и непрозрачному. Характерны короткие предложения, эпитеты встречаются редко, а ещё реже — два эпитета, поставленных рядом; среди эпитетов высок процент отглагольных прилагательных. Писатели четвёртой волны избегали избыточных глаголов, часто использовали письмо назывными и безличными предложениями, прибегали к стилю многочисленных двоеточий и тире. Диалоги — динамичные, рваные, состоящие главным образом из коротких реплик и, как и многие другие художественные средства в произведениях авторов четвёртой волны, полифункциональные: работающие и на лексическую характеристику персонажей, и на изложение ситуации, и на главную суть произведения (очень характерные образцы таких диалогов можно встретить в повестях Вячеслава Рыбакова «Первый день спасения» и «Доверие»).
С другой стороны, некоторые представители четвёртой волны прибегали к художественной изощрённости, как, например, Александр Силецкий в рассказе «Глиняные годы». Владимир Покровский, один из самых выдающихся стилистов четвёртой волны, чрезвычайно отточил искусство построения фразы и так сложно конструировал каждый абзац, каждую сцену, что критик Дмитрий Володихин предлагал назвать его творческую манеру «фантбарокко» и отмечал: «Его тексты напоминают лабиринты, стены которых украшены мозаиками, профилированы барельефами, пилястрами и фигурными нишами. Для 80-х это было великолепно».
Из-за вынужденного стремления к краткости писатели четвёртой волны избавлялись от присутствия в произведениях сюжетных ходов, без которых теоретически читатели всё равно могли восстановить ход действия, приложив должные интеллектуальные усилия; а также деталей антуража, обстоятельств, повлиявших на формирование в тексте того или иного состояния «сцены», то есть вторичного фантастического мира. Такой приём особенно часто можно встретить у Андрея Столярова: например, для воссоздания сюжета его повестей «Некто Бонапарт» и «Телефон для глухих» необходимо очень внимательное, вдумчивое, а желательно — неоднократное чтение.
Несмотря на то, что представители этой волны были вольнодумцами, никто из них не вступил на путь открытого противостояния системе: цензура (как внешняя, так и внутренняя) явилась препятствием для открытых политических высказываний, хотя рискованных намёков, высказываний «на грани» содержится в произведениях писателей этого поколения множество. Писатели четвёртой волны часто прибегали к «эзопову языку», но им был чужд открытый публицизм, незамысловатый пафос публицистической борьбы. Несмотря на философскую насыщенность ряда произведений, философские проблемы нередко затрагивались лишь в подтексте — как отмечал Дмитрий Володихин, «„четвёртая волна“ избегала решений лобовых, топорных», «философский трактат умели загнать в художественную ткань рассказа с изяществом и непринуждённостью».
Проявляя большое внимание к проблемам этики и уделяя им много места в своих текстах, писатели четвёртой волны тем не менее не любили преподносить вывод на тарелочке и избегали чётких формулировок. Просто прочитать произведение — ещё не значило понять его «мораль». Во многих случаях авторы лишь обозначали «позиции сторон» в некоей сложной, стоящей за текстом дискуссии и на этом останавливались, предлагая читателю самостоятельно определить, чью позицию он выбирает. Это касается, например, Владимира Покровского (повести «Время Тёмной Охоты», «Танцы мужчин», «Скажите „раз“!»), Эдуарда Геворкяна (повесть «Чем вымощена дорога в рай?»), Евгения и Любови Лукиных (повесть «Миссионеры»). Вячеслав Рыбаков порой всё же озвучивал «мораль» (рассказы «Великая сушь», «Пробный шар», повесть «Не успеть»), однако в его творчестве ощутимо присутствует театральность, мотив игры, представления, его читатель — скорее зритель, поэтому и высказываться приходилось громко и внятно.
Лаконичный стиль четвёртой волны создавал ощущение «жёсткости», которой подпитывалось также особой этической настройкой лучших её представителей — критик Дмитрий Володихин отмечает, что эту настройку можно назвать «чёрным гуманизмом». Несмотря на то, что представители этой волны были гуманистами, верили в человека, в торжество Разума и в светлое будущее, и невзирая на то, что в их произведениях в центре внимания — человек, а любые идеи (научные, технические, философские) оказывались на втором плане, именно в произведениях четвёртой волны фантастическая литература погрузилась во вселенское зло. В текстах авторов четвёртой волны много боли, страха, ошибок, ярости и страданий — по предположению Д. Володихина, как реакция на пафосную симфонию в фантастике 1960-х годов, на утопические произведения Ефремова и Стругацких. Писателям четвёртой волны было важно показать, насколько труден путь к свету, сколь много придётся за него платить и как разнообразны маски многоликого зла.
Кровь, ужас и злодейство, поражения и трагедийные сюжетные повороты особенно часто встречаются в произведениях Андрея Столярова — например, его роман «Монахи под луной» Володихин называет «сплошным сюрреалистическим кошмаром». В 1990-х эта тенденция в творчестве Столярова лишь усиливается. Очень жесток роман Андрея Лазарчука «Жестяной бор», а в рассказе Вячеслава Рыбакова «Великая сушь» самый грандиозный проект в истории человечества завершается страшной ошибкой. Юрий Брайдер и Николай Чадович описывает крушение всех надежд и страшную гибель главного героя в повести «Ад на Венере».

## Публикация и распространение
В отличие от представителей предыдущих волн, авторы четвёртой волны в советское время часто не могли пробиться к читателю, писали главным образом «в стол», довольствуясь редкими журнальными публикациями. Рассказы публиковались в региональных газетах — в областных комсомольских «молодёжках» и даже в заводских многотиражных изданиях, иногда — в «Технике — молодёжи», «Химии и жизни» или «Знании — силе». Также произведения представителей четвёртой волны выходили в альманахе «НФ» издательства «Знание» и ленинградских сборниках фантастики.
По словам известного критика Василия Владимирского, «пробиться в официальную печать мешал не столько вызов, брошенный Системе, сколько неповоротливость издательской машины и переполненность социальных лифтов эпохи застоя, ползущих с черепашьей скоростью».
Представитель четвёртой волны Андрей Столяров отмечал, что причинами трудностей с публикациями были опасения редакторов опубликовать что-нибудь антисоветское, длительные очереди на публикацию (писали многие, но мест на публикацию в журналах было значительно меньше), цензурные препятствия и «художественный барьер» (очень своеобразные требования редакторов к качеству текстов).
Андрей Лазарчук вспоминал: «Фантастики издавалось очень мало, писали её много, и срабатывал эффект игольного ушка. То есть всё, что чуть побольше блохи, застревало. Можно было опубликовать рассказ-другой в периодике, если сильно повезёт — повесть в сборнике. Роман мог издать только член Союза писателей, а чтобы стать членом Союза писателей, надо было издать две книги — получался заколдованный круг. Настороженность же по отношению к фантастике у властей возникла после массового появления клубов любителей фантастики — структуры, возникшей снизу, „неформальной” — и поэтому вызывавшей подозрение. Примерно то же было с бардами, роком, каратэ и всем таким прочим».
Несмотря на то, что социально-критическая направленность, сатирический подтекст в произведениях авторов четвёртой волны часто отсутствовали, распространялись эти произведения так же, как андеграундная неподцензурная литература или политический самиздат: в полулегальных машинописных копиях, передававшихся из рук в руки, или же в фэнзинах, публикуемых тиражами от пяти до полусотни экземпляров. До 1988 года по-настоящему серьёзных фэнзинов в СССР не существовало, так как попытка создания неподцензурного печатного издания была очень рискованной; поэтому публиковались клубные журнальчики, сборники и альманахи тиражом от одного до пяти машинописных экземпляров, распространявшиеся исключительно в клубе или семинаре. Первые по-настоящему серьёзные фэнзины возникли в Советском Союзе лишь весной 1988 года, когда властями страны был объявлен режим «гласности», и таких журналов было сначала только три на весь СССР: «Измерение-Ф» в Ленинграде (спустя пару лет этот журнал сменил название на «Сизиф»), «Оверсан» в Севастополе и «Гея» в Краснодаре, — причём суммарный тираж каждого из них достигал в лучшем случае 30—50 экземпляров.
Так, в журнале «Измерение-Ф» публиковались произведения молодых писателей, посещавших семинар Бориса Стругацкого, а затем и стенограммы семинарских обсуждений текстов; «Гея» публиковала в основном произведения членов московского семинара с добавлением любительских переводов зарубежной фантастики; фэнзин же «Оверсан» в изобилии содержал критику и публицистику, освещавшую в слегка ироничном ключе организационные проблемы фэндома и новые публикации представителей старшего поколения и фантастов «четвёртой волны».
Лишь в 1990-х некоторым авторам четвёртой волны удалось увидеть свои ранние рассказы и повести под одной обложкой. У ряда писателей первая публикация романа вышла только в перестроечное или постперестроечное время, как, например, роман Вячеслава Рыбакова «Очаг на башне» (1990), роман «Эфиоп» Бориса Штерна (1997).

## Социальный контекст четвёртой волны и фэндом
Причинами появления четвёртой волны и интереса к ней стали однообразие трафаретной фантастики, публиковавшейся в СССР в 1970—1980-е годы, книжный дефицит и ощущаемое читателями желание перемен. Официальная фантастика в СССР, темами которой были в основном научные открытия, коммунистическое будущее и космические полёты, с конца 1960-х годов оказалась в серьёзном кризисе, связанном с нехваткой идей и тем. Любители фантастики, уставшие от однообразия прежней НФ, ожидали новой волны.
В 1970-е годы читатели фантастики начали массово объединяться в клубы любителей фантастики (КЛФ), пытаясь совместными усилиями решить эти проблемы. Фэнам, входящим в КЛФ, было намного проще доставать произведения авторов четвёртой волны: члены клубов обменивались журналами и книгами, также им были доступны публикации в региональных газетах, а в конце 1980-х годов по клубам иногда распространялись рукописи писателей четвёртой волны по принципу «прочитайте и верните назад с отзывом». Как советские любители фантастики, так и представители четвёртой волны были молоды, и поэтому между КЛФ и семинарами фантастов возникла тесная связь и обмен информацией.
С 1987 года четвёртая волна и движение КЛФ оказались в ещё более тесном контакте: их объединяли конвенты и фестивали фантастики, общие издательские проекты.

## Значение четвёртой волны для литературного процесса
Общей сверхзадачей, характерной для писателей четвёртой волны, было разрушение «фантастического гетто» или по крайней мере возвышение фантастики до уровня Литературы. Четвёртая волна пережила короткий всплеск популярности в конце 1980-х — начале 1990-х годов, но затем потерпела поражение, когда в 1990-е годы после исчезновения книгоиздательских и книготорговых ограничений появился огромный вал произведений зарубежной фантастики, в основном англо-американской. Оказалось, что запрос на новаторскую фантастику переводная литература выполняет намного эффективнее по сравнению со старыми рукописями советских авторов. При этом характерные для четвёртой волны стилистическая изощрённость, социальное конструирование, проработка характеров перестали цениться: массовый читатель предпочёл им увлекательные сюжеты, масштабность описываемых событий, сериальный подход.
Рассчитанная на интеллектуального читателя фантастика четвёртой волны проиграла конкуренцию, и с переводной фантастикой предстояло соревноваться уже следующему поколению русской фантастики, которые унаследовали от писателей четвёртой волны и уровень амбиций, и литературоцентричность (правда, с уклоном в постмодернизм), и избегание научно-фантастических сюжетов и тем. Сама же четвёртая волна распалась на многие обособленные, персональные литературные траектории. Так, некоторые представители вышли из литературного процесса, не сумев вписаться в постперестроечные условия (Людмила Козинец, Владимир Покровский, Александр Силецкий), другие полностью приняли рыночные правила игры, вписавшись в них благодаря воле и трудолюбию (Юрий Брайдер и Николай Чадович, Святослав Логинов), третьи обратились к иным сферам литературы: мэйнстриму (Андрей Столяров), детективу (Михаил Веллер, Борис Руденко, Андрей Измайлов), четвёртые — большинство — так или иначе приспособилось (Андрей Лазарчук, Эдуард Геворкян, Вячеслав Рыбаков, Алан Кубатиев, Евгений Лукин), но для этой группы дополнительной «страховкой» стал заработок, порой никак не связанный с литературным творчеством. Хотя ряд писателей четвёртой волны сумели вписаться в 1990-е годы, продолжать активно работать и публиковаться, идейного или художественного единства они уже не представляли.
Несмотря на своё поражение в 1990-е годы, четвёртая волна предугадала ряд актуальных тенденций и в какой-то мере создала предпосылку для грядущего преображения «жанровой» прозы. Четвёртая волна расширила тематическое пространство русской фантастики, привнесла элементы сюрреализма и других направлений, ориентировалась на новейшие тенденции западной фантастики, включая киберпанк. Стремление представителей четвёртой волны доказать, что фантастика — тоже литература, что она вполне может играть на литературном поле и по литературным критериям, сбылось, хотя и благодаря другим авторам и другим произведениям — об успешности этой попытки свидетельствуют, как отмечает литературный критик Сергей Шикарёв, публикации в «толстых» журналах, отзывы критиков и литературных обозревателей, участие в номинационных списках крупных премий.

## Турбореализм
Понятие «турбореализм» возникло в 1990-е годы. Этот термин представляет собой самоназвание ряда писателей четвёртой волны, пытавшихся отмежеваться от фантастики как таковой. К представителям турбореализма относятся Михаил Веллер, Андрей Лазарчук, Андрей Столяров, Виктор Пелевин; близки к турбореализму были Владимир Покровский, Андрей Саломатов, Эдуард Геворкян, Михаил Успенский, Евгений Лукин, Вячеслав Рыбаков, Борис Штерн:56—57.
Турбореализм — это философская НФ, свободно обращающаяся с реальностями:56. Её теоретическая основа — следующие положения:57:
- Литература — это информационная волна, идущая из прошлого в будущее, впереди которой должен находиться писатель; отсюда проистекает желательность повышенной смысловой нагрузки текстов, что приводит к множественности трактовок (понятие «надтекста»)[5]:57.
- Понятие «эпикатастрофизма»: оно означает, что человечество существует в условиях «перманентной катастрофы», отсюда пессимизм текстов[5]:57. С состоянием непрерывной катастрофы сопряжено как существование человека (и личности, и члена социума), так и существование самой реальности. Рождение человека — уже катастрофа, мощное потрясение; и смерть человека — катастрофа. Катастрофично также всё, что расположилось во времени между этими событиями. Реальности, описываемые турбореалистами, всегда динамичны, претерпевая на страницах книги или рождение, или гибель либо же переживая один из крупных кризисов[12].
- Принцип «метарелигии», согласно которому понятия Личности, Общества, Бога, Мира ценностно равнозначны (в отличие от более традиционной фантастики, для которой характерна иерархия ценностей «человек — социум — мир — Бог»). При этом турбореалисты отнюдь не религиозны, но признаю́т очень значимую роль религии в развитии личности и человеческого общества. Принцип «метарелигии» открывает перед авторами практически полную свободу выбора фантастического и реалистического инструментария: в романе Лазарчука «Опоздавшие к лету» присутствуют на равных магия и компьютерные сети, в романе Геворкяна «Времена негодяев» маги строят машину времени, а в «Послании к коринфянам» Столярова в Россию является Сатана[12].

Для турбореалистов характерна гиперболизация привычного, взгляд на обыденное под мощным микроскопом, позволяющий раскрыть глубинную суть событий и процессов повседневной реальности. Турбореалисты стремились к тому, чтобы раскрыть читателю глаза на первозданное зло, которое въелось в ткань современности так, что обыватель утратил способность замечать и здраво оценивать его разрушительную сущность.
Произведения, относимые к направлению турбореализма, находятся на стыке фантастики и «обычной» литературы, фантастические допущения являются отправной точкой для произведения, выполненного по канонам социально-психологической прозы. Литература турбореализма отличается, по определению критика Сергея Бережного, «верностью принципу психологического реализма и полной свободой в формировании внешних (по отношению к психологии персонажей) реалий». Для персонажей турбореалистов характерна предельная психологическая достоверность, которая, несмотря на предельную свободу в выборе фантастического инструментария, распространяется на всю книгу.
Андрей Лазарчук даёт такое определение турбореализма:

Турбореализм подразумевает следующее: наш мир в основном представляет собой коллективный вымысел или, по меньшей мере, описание, текст, информационный пакет; непосредственно в ощущениях мы получаем малую толику информации о нём (да и ту, зная кое-что о механизмах восприятия, можем ставить под сомнение), значительно же больше — в виде сообщений, прошедших через многие руки.
<…>
Можно сказать так: турбореализм есть литература виртуального мира, в котором мы существуем.